# Skjoldbruskkirtel
Skjoldbruskkirtlen (lat: glandula thyroidea el. glandula thyreoidea) er en af de største endokrine kirtler i kroppen og består af en højre og venstre del der er forbundne. Kirtlen befinder sig i halsen nedenfor munden, siddende tæt på skjoldbrusken (den struktur, som danner adamsæblet). Skjoldbruskkirtlen kontrollerer kroppens stofskifte – hvor hurtigt kroppen forbrænder energi, hvor hurtigt proteiner produceres og hvor følsom kroppen er overfor andre hormoner.
Skjoldbruskkirtlen udøver disse funktioner via sin produktion af thyroidea-hormonerne thyroxin (T4) og trijodthyronin (T3). Disse hormoner regulerer metabolismen, og virker endvidere også ind på væksten og aktiviteten i mange andre dele af kroppens systemer. Grundstoffet jod er en essentiel komponent af både T3 og T4. Kirtlen producerer også hormonet calcitonin, der spiller ind på calcium-homøostasen.
Skjoldbruskkirtlen er under kontrol af hypothalamus og hypofysen (se illustrationen).

## Struktur
Skjoldbruskkirtlen er sommerfuglformet og består af to kegle-formede vinger, lobus dexter (højre del) og lobus sinister (venstre del). Hver del er cirka 5 cm lang og 3 cm bred og 2 cm tyk. Organet er på forsiden af halsen rundt om strubehovedet og luftrøret.
Skjoldbruskkirtlen modtager blod fra arteria thyreoidea superior og arteria thyreoidea inferior.

## Sygdomme
Alvorlige og kroniske sygdomme er knyttet til skjoldbruskkirtlens funktion.
Hyperthyroidisme (overaktiv skjoldbruskkirtel) og hypothyroidisme (underaktiv skjoldbruskkirtel) er de hyppigste sygdomme relateret til skjoldbruskkirtlen. 
Struma er en unormal udvidelse af skjoldbruskkirtlen.
Graves Sygdom eller Basedows sygdom, Hashimotos sygdom og Post Partum Thyroiditis er autoimmune sygdomme, der rammer skjoldbruskkirtlen.
Der kan også opstå kræft i skjoldbruskkirtlen.